# Curse of Enchantia
Curse of Enchantia er et adventurespil af Core Design fra 1992.
Der var engang et land i den ukendte tid, rum og dimension, hvor den onde dronning regerer på sit slot, meget gerne vil bevare sin ungdoms. En heks i det magiske land Enchantia skulle nemlig bruge Brad til en slags foryngelseskur, og transporterede ham på aller-magiske vis til sin egen fangekælder. Brads opgave er naturligvis at undslippe, at gøre op med den heks og at komme tilbage til Jorden.